# Muntanyes Kenai
Les muntanyes Kenai (en anglès Kenai Mountains) són una serralada que es troben a l'estat d'Alaska, als Estats Units, i que s'estenen més de 230 quilòmetres de nord a sud i 430 d'est a oest, des de l'extrem sud de la península de Kenai fins a les muntanyes Chugach, ocupant una superfície superior als 26.000 km². El punt més elevat és el Truuli Peak, de 2.015 m.
Són nombroses les glaceres que es formen en elles, entre les quals destaquen les de Harding i Sargent. També són nombrosos els rius que es formen en elles que desguassen al golf d'Alaska, a la badia de Cook o a l'estret del Príncep Guillem. Els més importants són el Kenai i el Russian,
El nom "Kenai" va ser publicat per primera vegada per Constantin Grewingk el 1849, que va obtenir la informació del relat del viatge que I. G. Wosnesenski va fer a la zona el 1842. El nom indi de les muntanyes Kenai és "Truuli."